# 주서백선
『주서백선』(朱書百選)은 정조(正祖)가 주희의 서한(書翰) 중에서 100편을 선정하여 6권 3책으로 나누어 편찬한 책이다. 6권 3책으로 구성되어 있으며 제 1책의 앞부분에 목록이 있고 이어서 본문이다. 권1에 12편, 권2에 17편, 권3에 15편, 권4에 18편, 권5에 19편, 권6에 19편 등 총 100편의 편지가 실려있다. 편지의 내용은 일상적인 생활, 개인적인 심정을 담은 것도 있지만 학문의 순서와 방법, 성리학에 대한 논의 등 다양한 내용이 수록되어 있다.

규장각 도서와 종로도서관 등에 소장 중이다. 종로도서관 소장의 『주서백선』은 정조 때 주조한 금속활자인 정유자로 간행한 책이다. 황색 표지의 오침선장본(五針線裝本)으로 판심제(版心題), 권수제(卷首題) 모두 ‘朱書百選’이며 표제(表題)는 ‘御定諸書’이다. 표지서명의 우측에는 ‘朱書百選 一’ 이라 표기되었다. 이 책의 원소장자는 정조대 규장각의 중심인물 중에 하나였던 윤행임이다.
1. ↑  “종로도서관 고문헌 검색시스템”.